# Liste der denkmalgeschützten Objekte in St. Margarethen an der Sierning
Die Liste der denkmalgeschützten Objekte in St. Margarethen an der Sierning enthält die 4 denkmalgeschützten, unbeweglichen Objekte der Gemeinde St. Margarethen an der Sierning im niederösterreichischen Bezirk Sankt Pölten-Land.

## Denkmäler
| Foto |                 | Denkmal                                                           | Standort                                         | Beschreibung | Metadaten |
| ---- | --------------- | ----------------------------------------------------------------- | ------------------------------------------------ | --- | --- |
| ja   | Datei hochladen | Pfarrhof HERIS-ID: 60703 Objekt-ID: 73079                         | Am Kirchenplatz 1 Standort KG: Margarethen       | Zweigeschoßiger Bau mit hakenförmig angebautem ehemaligem Wirtschaftstrakt, erbaut um 1850.                                                   | BDA-Hist.: Q38092814 Status: § 2a Stand der BDA-Liste: 2025-06-30 Name: Pfarrhof GstNr.: 122                                                                                    |
| ja   | Datei hochladen | Kath. Pfarrkirche hl. Margaretha HERIS-ID: 50632 Objekt-ID: 55774 | neben Am Kirchenplatz 1 Standort KG: Margarethen | Schlichter, überwiegend spätgotischer Bau mit eingezogenem Chor und Turm im nördlichen Chorwinkel. 1949/50 Anbauten, 1991–1993 Restaurierung. | BDA-Hist.: Q38041382 Status: § 2a Stand der BDA-Liste: 2025-06-30 Name: Kath. Pfarrkirche hl. Margaretha GstNr.: 123 Pfarrkirche St. Margarethen an der Sierning                |
| ja   | Datei hochladen | Statuen der vier Evangelisten HERIS-ID: 60702 Objekt-ID: 73078    | neben Am Kirchenplatz 1 Standort KG: Margarethen | Statuen der vier Evangelisten, östlich der Kirche, Mitte des 18. Jahrhunderts.                                                                | BDA-Hist.: Q38092806 Status: § 2a Stand der BDA-Liste: 2025-06-30 Name: Statuen der vier Evangelisten GstNr.: 123 Statuen der vier Evangelisten St. Margarethen an der Sierning |
| ja   | Datei hochladen | Mariensäule HERIS-ID: 60704 Objekt-ID: 73080                      | neben Am Kirchenplatz 1 Standort KG: Margarethen | Marienstatue auf Säule am Fuß des Kirchenhügels, 2. Hälfte des 19. Jahrhunderts.                                                              | BDA-Hist.: Q38092834 Status: § 2a Stand der BDA-Liste: 2025-06-30 Name: Mariensäule GstNr.: 124                                                                                 |